# 노송당일본행록
《노송당일본행록》(老松堂日本行錄)은, 조선 초기의 문신인 송희경이 세종(世宗) 2년(1420년) 일본에 회례사(回禮使)로 파견되어 다녀오면서 그 노정에서 보고 들은 것을 기록한 기행 기록이다. 노송당은 송희경의 호이며, 줄여서 일본행록(日本行錄)이라고 부르기도 한다.
현존하는 조선 시대 일본 사행록 중 가장 연대가 앞선 것이며 한국 외교사상 현존 최고의 본격적인 일본관련 기록이다.
일본의 사학자 무라이 쇼스케(村井章介)가 1987년에 일본어로 번역 소개하기도 했다.

## 개요
날짜별로 이동 거리나 그날그날의 특이한 사항들에 대하여 일기체 형식으로 서술하는 일반적인 사행 기록과는 달리 《노송당일본행록》은 저자 송희경 자신이 보고 들은 것들을 운문 즉 한시 형식으로 기록하였다. 또한 시의 서문인 시서(詩序)를 적극적으로 활용하여 작품을 짓게 된 배경 및 작품 안에 담은 내용, 주제로 삼은 일본의 독특한 풍습 등을 보충 설명하였다.
쓰시마에서 예조에 올린 글과 복명서의 성격을 띤 작품을 제외하고는 모두 시로써 기록하였는데, 시가 큰 비중을 자치하고 있기는 하지만 여정의 순서에 따른 일기체적 전개를 보이며 시서에 경험이 구체적으로 기록되어 있다는 점에서 '실기'(實記)로 보기에 충분하다.

## 내용
《노송당일본행록》이 다루는 시간대는 조선 세종 2년(1420년) 윤1월 15일부터 같은 해 10월 26일이다. 시간의 흐름에 따라 202편의 시와 두 편의 산문, 그리고 71편의 시서(詩序)를 담고 있다.
송희경이 사신으로 파견(1420)되기 1년 전인 세종 원년(1419년) 여름, 흉년과 기근으로 생활이 어렵게 되자 명의 해안으로 약탈을 떠났던 쓰시마, 이키 등지의 왜구 선단이 명으로 향하는 도중에 조선의 비인현 해안에 침입하여 약탈을 저지르고, 조선군 300여 명이 전사하는 사태가 벌어졌다. 이를 계기로 조선 조정에서는 쓰시마 섬을 정벌해야 한다는 논의가 진행되었고, 고려 말기부터 왜구의 소굴로 지목되고 있던 쓰시마 섬에 대한 군사적 공격을 감행했다(기해동정).
쓰시마에 대한 완전 정벌은 완수하지 못한 채 7월 3일 거제도로 귀환하였다. 17일에 조선 태종은 쓰시마에 편지를 보내어 향후로 왜구 행위가 지속된다면 쓰시마에 대한 재공격을 감행하겠다는 뜻을 전했고, 쓰시마 도주 소 사다모리는 조선에 대해 왜구 단속을 약속하는 사자를 보냈다.
사다모리가 사자를 보내기 전인 세종 원년 11월 20일 일본의 사신 양예(亮倪)가 기해동정 때에 포로가 되었던 조선군을 데리고 부산포에 왔고, 이듬해 1월 6일 한양(서울)에서 세종을 알현하는 자리에서 양예는 자신이 가지고 온 예물과 국서를 바치고 《대장경》을 구해가기를 원하였다.
한편으로 양예를 만난 자리에서 세종은 1419년의 기해동정에 대한 조선측의 명분을 상세히 설명하였다. 양예가 조선에 온 것은 향후 조선의 재침 위협과 관련해 조선측의 동태를 살피기 위한 것이었고 조선측으로써도 일본에 대한 무력 동원과 동시에 외교적 회유의 필요성을 느끼고 있었다. 조선에서는 양예가 요청했던 《대장경》과 그가 가져온 국서에 대한 조선측의 답서를 지참한 회례사를 파견하였고, 그 회례사가 송희경이었다.
송희경은 1420년 1월 1일 조선측의 국서와 대장경 한 부를 가지고 한양을 출발하여 문경(聞慶)에서 양예와 합류했고, 2월 16일 부산을 출발하여 쓰시마로 향했다. 4월 21일에 교토에 들어왔고, 6월 16일 보당사에서 조선측의 국서와 대장경을 전달한 뒤, 27일 교토를 출발해 쓰시마를 지나 9월 30일 제포(薺浦)에 도착, 10월 25일 한양으로 돌아와 복명하였다.
10개월이라는 노정에서 읊은 작품 가운데 1/3은 쓰시마에 도착하여 교토로 가는 길에 읊은 작품이다. 여기에는 해적에 대한 두려움과 불순한 날씨로 인해 지체되는 사행길에 대한 불안한 심경이 드러나 있다. 교토에서 읊은 작품에서는 조선의 기해동정에 대한 일본측의 보복과 국서에 일본의 연호가 아닌 명의 연호가 쓰여 있다는 이유로 구류에 처해진 상황에서의 답답한 심경이 토로되어 있다.
양국간의 정치적 긴장감이 고조된 상태에서 회례사로 파견되었던 시점에서의 불편한 감정들이 《노송당일본행록》 곳곳에 드러난다. 이러한 시대적 배경이 저자 송희경이 일본과 마주했을 당시의 시각과 그에 섞여 있을 부정적인 감정, 그로 말미암은 객관적인 인식의 어려움을 야기한 하나의 원인으로 지적되기도 한다. 일본측으로써도 기해동정 이후 조선측이 다시금 쓰시마 방면으로 침공해 올 것이라는 위협을 느끼는 상황에서 조선 사신에 대한 우호적인 입장을 보이기는 어려웠고, 이와 관련해 송희경을 구금했다가 풀어주기도 했다. 조선에서 보낸 국서에 명의 연호인 영락을 쓴 것도 일본측에서 문제삼기도 하였다.
이후 일본국왕(무로마치 쇼군)의 오해가 풀리면서 송희경 등 조선 사신들은 구류에서 풀려났고, 교토 일대를 유람하면서 일본의 상례나 제례 등 일본의 전반적인 생활상에 대한 탐색이 이루어졌다.
또한 유학자(성리학자)의 입장에서 일본의 불교 숭상에 대해서 백성의 절반이 중이라서 농사일이나 관가의 일을 할 사람이 없다거나, 절에서 승려와 비구니 사이의 부정 행위들에 대해서 비판하는 언급도 있다. 다만 1년에 세 번 수확하는 일본의 농경을 보며 적당한 기후와 논밭의 활용으로 풍족한 식량이 산출되는 환경에 대한 긍정적인 시선을 보내기도 하고, 부모를 섬기듯 전왕(무로마치 쇼군)에 대한 제례를 받드는 일본 백성들의 모습이나 송희경 자신이 직접 만났던 승려들의 학식에 대해서 칭송하기도 했다.

## 전래
《노송당일본행록》은 송희경 사후에 유실되었다가 1556년 여름에 양산보가 남원에서 오상이라는 늙은 선비로부터 《노송당일본행록》을 얻어서 송순(송희경의 4세 손)에게 전해 주었고, 당대 명사들의 서문을 받아서 비단으로 장정해 가보로 보관하고 있었다. 임진왜란 이후 이 책은 다시금 유실되었다.
책은 일본으로 건너가 어느 승려가 소지하게 되었는데, 정유재란 때인 1597년 함평 사람으로 일본군에 포로로 끌려갔던 정경득(鄭經得)이 그 책을 발견하고 책을 돌려 달라고 요청했지만 승려는 끝까지 거절했고, 결국 정경득은 이 책을 자신이 필사하는 것으로 만족해야 했다. 이후 정경득은 1599년 조선으로 송환되었다. 1625년 조평(趙平)이 정경득에게 찾아갔다가 이 책을 보게 되었고, 정경득에게서 사정을 듣게 된 조평은 이 책을 송징(宋徵, 송희경의 6세 손)에게 전해 주었다. 그후 1799년 송씨 후손들이 《노송당일본행록》을 목활자로 간행하여 세상에 퍼지게 되었다.

## 번역
노송당일본행록은 다른 조선 통신사들의 일본 사행 기록들과 함께 《해행총재》에 수록되어 한국어로 국역되었고, 담양향토문화연구회에서 1991년 완역하여 《완역 노송당일본행록》으로 간행하기도 하였다.
일본에서는 1987년에 이와나미 문고에서 무라이 쇼스케의 번역으로 《노송당일본행록 - 조선 사절이 본 중세 일본》(老松堂日本行録 朝鮮使節の見た中世日本)이라는 제목으로 일본어 번역되었다.

### 내용주
1. ↑  마찬가지로 일본에 포로로 끌려갔다가 돌아와, 일본에서의 견문을 《월봉해상록》(月峯海上錄)으로 남긴 정희득(鄭希得)의 형이다. 정경득 자신도 일본에서의 포로 생활을 《호산만사록》(湖山萬死錄)이라는 책으로 엮어 남겼다.